# Deutsche Grammophon
Deutsche Grammophon (DG) är ett tyskt skivbolag som grundades 1898 i Hannover av Emile Berliner. Företaget har blivit mest känt för sin utgivning av klassisk musik. 
Under första världskriget, 1917, konfiskerade tyska staten företaget, såsom ägt av fiendenation, och auktionerade bort det till Polyphon-Werke. År 1924 grundade de etiketten Polydor, främst med tanke på export. År 1941 övertogs bolaget av Siemens & Halske AG. År 1962 bildade Deutsche Grammophon ett samriskföretag med Philips Records, med namnet Phonogram, som 1972 blev PolyGram. I dag är Deutsche Grammophon en del av Universal. Utgivningen kännetecknas grafiskt av en klargul färg som återfinns i logotypen och på omslagen.
Under etiketten Polydor har Deutsche Grammophon även haft en stor utgivning av populärmusik 